# Дембжник
Дембжник (пол. Dębrznik, нім. Krausendorf) — село в Польщі, у гміні Каменна Ґура Каменноґурського повіту Нижньосілезького воєводства.
Населення — 317 осіб (2011).
У 1975-1998 роках село належало до Єленьоґурського воєводства.

## Демографія
Демографічна структура станом на 31 березня 2011 року:
|          | Загалом | Допрацездатний вік | Працездатний вік | Постпрацездатний вік |
| -------- | ------- | ------------------ | ---------------- | -------------------- |
| Чоловіки | 160     | 26                 | 124              | 10                   |
| Жінки    | 157     | 18                 | 99               | 40                   |
| Разом    | 317     | 44                 | 223              | 50                   |